# Emelie Lundahl
Emelie Lundahl , född 1842, död 1929, var en svensk lärare och missionär. 
Hon är känd för sin i svenska sammanhang unika memoarer om sin tid som missionär i Eritrea 1875–1894.